# Фролов, Василий Дмитриевич
Василий Дмитриевич Фролов — советский хозяйственный, государственный и политический деятель.

## Биография
Родился в 1911 году в городе Иваново. Член КПСС с 1940 года.
С 1929 года — на хозяйственной, общественной и политической работе. В 1929—1976 гг. — бригадир, мастер, заведующий текстильной фабрикой, участник Великой Отечественной войны, заведующий фабрикой, главный инженер Фурмановской хлопчатобумажной фабрики, главный инженер, директор Вышневолоцкого хлопчатобумажного комбината в Вышнем Волочке Калининской области.
Избирался депутатом Верховного Совета СССР 7-го созыва.
Умер после 1985 года.